# Champ pétrolifère d'Apiay
Le champ pétrolifère d'Apiay est un champ pétrolifère situé près d'Apiay, dans le département colombien de Meta.

## Histoire
Le champ pétrolifère d'Apiay fut découvert en 1981 par la compagnie pétrolière colombienne Ecopetrol.